# لغات تونغوسية
اللغات التونغوسية (المعروفة أيضا باسم مانشو-تونغوس أو تونغوس) هي أسرة لغات في شرق سيبيريا وشمال شرق الصين تتحدث بها الشعوب التونغوسية. هناك عدة لغات تونغوسية معرضة لخطر الانقراض، ومستقبل العائلة اللغوية على المدى الطويل غير مؤكد. هناك ما يقرب من 75,000 من الناطقين بها من اثني عشر لغة حية من اللغات التونغوسية. يعتبر بعض اللغويين أن اللغات التونغوسية هي جزء من عائلة لغات الألتاي، إلى جانب اللغات المنغولية، وأحيانًا الكورية واليابانية.
المصطلح «تونغوس» هو اسم خارجي لشعب إيفينك أطلقه عليهم شعب ياكوت وتتار سيبيريا في القرن السابع عشر وتعني «الخنزير». دخلت الكلمة إلى اللغة الروسية باسم "тунгус"، وفي النهاية إلى اللغة الإنجليزية باسم "Tungus". أصبح المصطلح يشمل المتحدثين بهذا اللغات. لم يعد استخدام مصطلح «تونغوس» محبذا الآن؛ وتستخدم الحكومة الروسية الآن اسم «إيفينك» بشكل رسمي.

## التصنيف
اقترح علماء اللغة الذين يبحثون في مجال اللغات التونغوسية عددًا من التصنيفات المختلفة بناءً على عدة معايير، بما في ذلك الخصائص المورفولوجية والمعجمية والصوتية. انتقد بعض العلماء النموذج الشجري للغات التونغوسية، قائلين إن تاريخ التواصل الطويل بين لغات التونغوس يجعل من الأفضل تصنيفها كمجموعة لهجات.
هناك تصنيف يبدو مفضلاً عن غيره حيث يمكن تقسيم اللغات التونغوسية إلى فرع شمالي وفرع جنوبي (غيورغ 2004):
التونغوس الشماليون
- إيفين (لاموت) في سيبيريا الشرقية
- إيفينكي
  - إيفينكي (أطلق عليها قديما تونغوس)، يتحدث بها شعب إيفينك في وسط سيبيريا وشمال شرق الصين
    - سولون

  - أوروغن
  - نيغيدال
  - كيلي (اعتبر تقليديا جزء من ناناي)
- أوروتش – أوديغي (متأثر بقوة بالتونغوس الجنوبيين)
  - أوروتش
  - أوديغي

التونغوس الجنوبيين
- مانشو
  - مانشو: نشأ شعب من منطقة نهر سونغوا وأسس سلالة جين وتشينغ في الصين.
  - جورتشن (منقرضة)
  - شيبي: يُتحدث بها في مقاطعة كابكال شيبي ذاتية الحكم في شمال غرب الصين. وتأسست منذ 1764 من حامية عسكرية لتشينغ
- ناناي
  - لغة ناناي
    - أكاني
    - بيرار
    - ساماغير

  - أوروك (أوليتا)
  - أولتش

يشير الباحث ألكسندر فوفين إلى أن لغات مانشو وجورتشن هي من اللغات الشاذة في التونجوس الجنوبية ولكن مع ذلك تنتميان إليها، وأن هذا التشويش يرجع إلى تأثير لغة الخيتان شبه المنغولية، ومن اللغة الكورية القديمة، وربما أيضًا من لغات غير معروفة غير مؤكدة الانتماء اللغوي.
ورغم أوجه التشابه بين اللغات التونغوسية والكورية، فإن ألكسندر فوفين (2013)  يعتبر التونغوس والكورية مجموعات لغوية منفصلة غير ذات صلة تتقاسم المناطق الجغرافية عوضا عن القواسم الوراثية.

## العلاقات مع اللغات الأخرى
تعتبر التوغوسية اليوم عائلة لغوية أساسية. وفي الماضي ربط بعض اللغويين بين التونغوسية واللغات التركية والمنغولية في عائلة اللغات الألطية. ومع ذلك، لا يزال الارتباط الوراثي غير مثبت أمام الاشتراك في المساحة. واقترح آخرون أن اللغات التونغوسية قد تكون ذات صلة (ربما باعتبارها مجموعة خارجية) باللغات الكورية أو اليابانية أو الأينو كذلك.
ويعتقد أن لغة الأفار في أوروبا التي تركتها خانية الآفار هي من أصل تونغوسي.